# 比尔埃尔布拉夫斯 (佛罗里达州)
比尔埃尔布拉夫斯（英語：Belleair Bluffs），是美国佛罗里达州皮尼拉斯縣下属的一座城市。建立于1963年。面积约为1.6平方公里（约合0.7平方英里）。根据2010年美国人口普查，该市有人口2,031人。论人口在本州排行第282。